# Park Narodowy Górnego Nigru
Park Narodowy Górnego Nigru (fr. Parc national du Haut Niger) – park narodowy w środkowej Gwinei, w górnym biegu rzeki Niger, o powierzchni 6000 km². Ochroną objęto tu jeden z największych obszarów sucholubnego lasu w Afryce Zachodniej oraz tereny sawanny strefy Sudanu. Od 2002 r. park wpisany jest na listę rezerwatów biosfery UNESCO.